# Pristimantis thectopternus
Espèce
Synonymes
- Eleutherodactylus thectopternus Lynch, 1965

Statut de conservation UICN

 LC  : Préoccupation mineure
Pristimantis thectopternus est une espèce d'amphibiens de la famille des Craugastoridae.

## Répartition
Cette espèce est endémique de Colombie. Elle se rencontre entre 1 800 et 2 600 m d'altitude :
- dans la cordillère Occidentale dans les départements de Cauca et d'Antioquia ;
- dans la cordillère Centrale dans les départements de Valle del Cauca et de Caldas.

## Description
Les mâles mesurent de 24,2 à 35,4 mm et les femelles jusqu'à 47,0 mm.

## Publication originale
- Lynch, 1975 : The identity of the frog Eleutherodactylus conspicillatus (Gunther), with descriptions of two related species from northwestern South America (Amphibia, Leptodactylidae). Contributions in Science Los Angeles, vol. 272, p. 1-19 (texte intégral).